# Васил Диамандиев
Вижте пояснителната страница за други личности с името Диамандиев.
Васил Иванов Диамандиев е български просветен деец, общественик, политик и революционер, личен познат и съидейник на Георги Раковски, привърженик на идеята за единно въстание през 1876 г. в Мизия, Тракия и Македония, един от най-активните участници и ръководители на съпротивата срещу Берлинския договор. Диамандиев е водач на дружеството „Македонски глас“, един от основателите на Върховния македоно-одрински комитет.

## Биография

### В Османската империя
Васил Диамандиев е роден в 1839 или 1840 година в големия български град Охрид, тогава в Османската империя, в семейството на заможен златар. Учи в гръцко училище в родния си град, а от 1856 година в продължение на две години преподава в него. През 1858 година заминава за Русия, където първоначално следва в Духовната семинария в Одеса, а след това от 1860 до 1861 година учи във Физико-химическия факултет на Московския университет, а по-късно в същия факултет на Киевския университет. Завръща се в родния си край поради проблеми със здравето, като от 1861 до 1864 година учителства в южномакедонския град Кукуш, който напуска поради конфликт с владиката Партений Поленински.
От 1864 до 1866 година учителства в класното училище във Велес, където основава младежка дружина „Етерия“. От 1866 до 1867 година преподава в родния си Охрид, където отваря българско училище. Кореспондира си със Стефан Веркович, на когото изпраща етнографски сведения за Охридско. След конфликт с владиката Мелетий Преспански и Охридски, Диамандиев заминава за Румъния. В 1867 година в Букурещ се свързва с членове на Българския революционен централен комитет. Завръща се в Охрид и отново отваря българско училище, но владиката подкупва турци да го убият и едва спасява живота си. По владишки клевети е затворен за кратко.

### В Русия
През март 1868 година Диамандиев разбира, че има телеграфическа заповед за нов негов арест и отново бяга от Охрид. Заминава за Русия и от 1869 до 1876 година е учител в българското училище в бесарабския град Комрат. Успоредно на учителстването си в Бесарабия редактира и вестниците „Ехо на Болград“ (1872 - 1873) и „Ялпуг“ (1872 – 1873).
При избухването на Сръбско-турската война в 1876 година Диамандиев създава комитет за подпомагане на българските доброволци, който подпомага и Българското опълчение в Руско-турската война, избухнала на следната 1877 година.
По време на Берлинския конгрес изпраща изложение до конгреса, в което се иска присъединяването на Македония към България от името на много граждани от Македония.

### В Свободна България

#### Обществена дейност
След Освобождението се установява в столицата на новобразуваното Княжество – София. Диамандиев е народен представител в Учредителното събрание, както и в Първото велико народно събрание. Диамандиев е сред учредителите на Софийската библиотека (днес Народната библиотека) и неин заместник-директор от 1885 до 1891 година. Работи в сферата на съдебната власт като председател на Кюстендилския окръжен съд (6 януари - 1 юни 1879), член на Русенския апелативен съд, член на Върховния касационен съд (1883) и други. От 1885 до 1886 е Директор на Първа софийска девическа гимназия, в периода 1888 - 1892 е главен счетоводител в Министерството на финансите, през 1891 – директор на Народната библиотека в Пловдив.

#### Дейност по националния въпрос
Дамандиев развива и широка дейност в съпротивата срещу Берлинския договор и в подкрепа на революционното движение на македонските българи. Още в началото на 1878 година е един от инициаторите за създаване на ръководен център от македонски бежанци в София, който да оглави борбата за присъединяване на Македония към Княжеството. Става член на Софийското областно дружество за спомагане на болни и ранени войници, председателствано от митрополит Милетий Софийски, като заедно с Димитър Карамфилович, Димитър Македонски, Константин Мишайков, Кузман Шапкарев, Петър Шулев и други дейци, работи за разширяване на дейността на дружеството. Член е на софийския комитет „Единство“ и активно съдейства на Централния комитет, начело с Натанаил Охридски. Заедно с Димитър Карамфилович протестира пред Берлинския конгрес против връщането на Македония и Одринска Тракия на империята и заплашва с въстание. Изпраща телеграма и до руския цар. Участва в изработването и изпращането на други петиции и мемоари до европейските правителства във връзка с македонските българи. Развива разностранна дейност в подкрепа на Кресненско-Разложкото въстание.
Като член на Апелативния съд в Русе в началото на 1880 година участва в основаването и председателства Българомакедонската лига. Лигата чрез Михаил Хитрово изпраща мемоар до Европейската комисия в Цариград и до Берлинската международна конференция, свикана по повод гръцко-турския конфликт за Тесалия. В мемоара се иска подобряване на положението на македонските българи чрез самоуправление подобно на това в Източна Румелия и се заплашва с общо въстание, ако не бъдат изпълнени ултимативните ѝ искания. Под натиска на чуждите дипломатически агенти лигата е закрита от правителството на Драган Цанков.
През втората половина на 1882 година Диамандиев е избран за председател на Българомакедонското благотворително дружество. В началото на следващата 1883 година Диамандиев се отцепва от дружеството и създава ново Македонско дружество, което обаче още през май 1883 година поради разногласия по повод изпращането на делегация за коронацията на цар Александър III, се разтурва. Диамандиев успява да оглави македонска делегация, но тя не е допусната до коронацията и се връща насредата на пътя. В началото на 1884 година Диамандиев отново е на стария си пост председател на Българомакедонското благотворително дружество.
От 1884 до 1885 година председателства и дружеството „Македонски глас“, създадено в периода 4 - 10 декември 1884 година, което издава едноименния вестник „Македонски глас“. Дружеството подготвя и изпраща в Македония четата на Адам Калмиков.
В 1895 година Диамандиев е сред основателите на Върховния македонски комитет. В 1900 година е делегат на Княжевското дружество на Седмия македонски конгрес, а през април 1901 година и на Осмия македоно-одрински конгрес от същото дружество.
През 1902 година написва своята „Автобиография“, която въпреки субективизма си е интересен и ценен исторически извор. Описвайки събитията случили се по време на Сръбско-българската война (1885) Диамандиев изтъква:
| „ | Сега, като сърбите пак искат едно бъдещо равновесие на Балканския полуостров на гърба на гнилата турска империя, са почнали да агитират сърбизъм в нещастната Македония с надежда, за да увеличат там сръбския несъществуващ елемент, при случай на съединението на Македония към България, да успеят да отцепят една измислена от тях под името „Стара Сърбия“ част от Македония. | “ |

Васил Диамандиев умира в 1912 година в София.
В Българския исторически архив се съхранява личен фонд 577 Васил Иванов Диамандиев, съдържащ 90 документа.